# Romanistisches Jahrbuch
Das Romanistische Jahrbuch (RJb) ist ein Jahrbuch der romanistischen Sprach- und Literaturwissenschaft, das von Olaf Deutschmann, Rudolf Grossmann, Hellmuth Petriconi sowie Hermann Tiemann in Hamburg begründet wurde und im Jahre 1949 erstmals erschien (als Band 1. des Romanistisches Jahrbuch von 1947 bis 1948, verlegt beim Hansischer Gildenverlag Joachim Heitmann & Co). Das Jahrbuch wird jährlich vom Walter de Gruyter Verlag mit Sitz in Berlin und Boston publiziert. Als Hilfsmittel zur Erschließung der Bände sind zwei Registerbände mit Namen- und Sachindizes erschienen.
Das Romanistische Jahrbuch entscheidet im Peer-Review-Verfahren über die Annahme von Beiträgen. Das RJb informiert über die Vertretung der romanistischen Sprach-, Literatur- und Kulturwissenschaft an den Universitäten Deutschlands und Österreichs und erfasst neben den angenommenen Dissertationen und Habilitationen auch die an diesen Universitäten in Bearbeitung befindlichen Dissertationsprojekte. In der Gliederung der wissenschaftlichen Beiträge umfasst das RJb zwei Teile. Im ersten Teil werden – neben Rezensionen – Aufsätze zu zentralen linguistischen und literaturwissenschaftlichen Fragen mit romanisch-vergleichender und/oder einzelsprachlicher Thematik veröffentlicht; der anschließende Ibero-Romanistische Teil ist Problemzusammenhängen der Iberoromanistik (Spanisch/Portugiesisch in und außerhalb Europas, Katalanisch) gewidmet; Rezensionen stellen wie Forschungsberichte die jeweilige Forschungslage dar. Allen Beiträgen ist ein englischsprachiger Abstract vorangestellt.
Die Redaktion für die Chronik und für den literaturwissenschaftlichen Bereich ist am Romanischen Seminar der Ruhr-Universität Bochum angesiedelt, die für den sprachwissenschaftlichen Bereich am Romanischen Seminar der Universität Freiburg.

## Herausgeber
Zum Kreis der Herausgeber gehörten nach den Gründern Walter Pabst, Erich Köhler, Margot Kruse, Hans Flasche, Wido Hempel, Wolf-Dieter Stempel (* 1929), Bernhard König, Andreas Kablitz, Joachim Küpper und Peter Koch. 
Bis zum Band 64 waren die Jahreszahl und das Erscheinungsjahr der einzelnen Bände nicht identisch; das Jahrbuch ist stets mit einem Jahr Abstand erschienen. Im Jahre 2015 ist ein Doppelband des RJb als Band 65/66 (2014/15) erschienen, mit dem die Jahreszahl des Bandes und das Erscheinungsjahr zur Deckung gebracht wurden. 
- Band 67 erscheint 2016 als RJb 2016 (mit einer Chronik 2015).

Gleichzeitig mit dieser Anpassung hat sich der Kreis der Herausgeberinnen und Herausgeber verändert: 
- Band 64 wurde herausgegeben von Daniel Jacob, Andreas Kablitz, Peter Koch, Bernhard König, Margot Kruse, Joachim Küpper und Christian Schmitt.
- Band 65/66 wurde herausgegeben von Folke Gernert, Daniel Jacob, Andreas Kablitz, Bernhard König, Joachim Küpper, David Nelting, Christian Schmitt, Maria Selig und Susanne Zepp, während Band 67 bis Band 69 von Folke Gernert, Daniel Jacob, David Nelting, Christian Schmitt, Maria Selig und Susanne Zepp als Herausgeber verantwortet wurden.
- ab Band 70 wurde das Jahrbuch herausgegeben von Andreas Dufter, Folke Gernert, Daniel Jacob, David Nelting, Christian Schmitt, Maria Selig und Susanne Zepp.